# Peter Bruhn
Peter Wolfgang Bruhn, född 19 maj 1969 i Slottsstaden i Malmö, död 21 februari 2014 i Limhamn, Malmö, var en svensk typsnittsdesigner. Han grundade det digitala stilgjuteriet Fountain 1993.
Bland de typsnitt som specialritats för olika kunder fanns ett nytt rubriktypsnitt för tidningen Sydsvenskan och ett vänligt "handritat" typsnitt för Öresundskonsortiet.
När Posten den 10 maj 2012 gav ut fem frimärken med svenska typsnitt föreställde ett av dem typsnittet Satura, skapat av Bruhn och Göran Söderström.
Peter Bruhn är begravd på Limhamns kyrkogård.